# Двурогая матка
Двурогая матка (от лат. cornū, «рог») — разновидность аномалии мюллерова протока, при которой на дне матки есть углубление.

## Патофизиология
Двурогая матка развивается во время эмбриогенеза, когда проксимальные (верхние) отделы мюллеровых протоков не срастаются, но дистальные отделы, которые развиваются в нижний сегмент матки, шейку матки и верхнюю часть влагалища, срастаются нормально.

## Эпидемиология
Частота всех типов аномалий парамезонефрального протока у женщин оценивается примерно в 0,4%. Двурогая матка встречается у 0,4% населения в целом.

## Диагностика
К наиболее информативным инструментальным методам диагностики пороков развития матки относят ультразвуковое исследование (УЗИ), магнитно-резонансную томографию и гистеросальпингографию. «Золотым стандартом» в установлении вида порока развития матки считается сочетание гистероскопии и лапароскопии.

## Влияние на беременность
Двурогая матка является показанием к усиленному наблюдению за беременностью, хотя у большинства женщин с двурогой маткой беременность протекает нормально, так как женщины с двурогой маткой подвергаются повышенному риску повторного выкидыша, преждевременных родов, неправильного предлежания плода, нарушений роста плода, преждевременному излитию околоплодных вод, предлежания плаценты и задержки последа (что может привести к послеродовому кровотечению). Это может произойти из-за нарушения нормальной формы матки, искривления шейки матки, приводящего к истмико-цервикальной недостаточности, или недостаточной васкуляризации эндометрия, поскольку беременность требует большего кровоснабжения. В некоторых случаях может произойти разрыв небеременного рога во время родов, что требует срочного хирургического вмешательства. Механизмы потерь беременности и акушерских осложнений связывают с аномальной васкуляризацией стенки матки.
У плодов, развивающихся в условиях двурогой формы матки, более вероятно тазовое или поперечное предлежание, при котором головка плода находится в одной матке, а ножки — в другой. Это часто приводит к необходимости кесарева сечения. Если плод находится в вертикальном положении (головкой вниз), оба рога матки могут сокращаться несогласованно, или рог, которая не содержит плода, может препятствовать схваткам и опусканию плода, затрудняя роды.

## Влияние на использование внутриматочной спирали
Использование внутриматочной спирали (ВМС) с медью требует наличия по одной ВМС в каждом роге для обеспечения эффективности в случае двурогой матки. Такая же практика обычно применяется при использовании ВМС с прогестагеном из-за отсутствия доказательств эффективности только одной ВМС. Отсутствуют данные об использовании ВМС с прогестагеном при меноррагии в двурогой матке, но в отчёте о клиническом случае был показан хороший эффект при использовании одной ВМС.

## Проблемы со здоровьем
Риск развития рака не увеличивается в случае двурогости матки. Карциномы эндометрия встречаются очень редко. Если наличие двурогости матки ещё неизвестно и есть клинические подозрения на карциному, которые не могут быть подтверждены гистологическими данными, ультразвуковое исследование и магнитно-резонансная томография предоставляют диагностические возможности, поскольку причина может заключаться во втором роге матки.

## Лечение
Лечение двурогой матки зависит от её формы. При седловидной и неполной двурогой матке нет показаний для хирургической коррекции патологии.  П. Штрассман в 1907 г. сообщил о первой хирургической коррекции двойной матки путём выполнения передней кольпотомии у пациентки с 8 потерями беременности. В настоящий момент метропластика Штрассмана рекомендована для женщин с двурогой маткой и наличием в анамнезе выкидышей.